# Behörighetslagen
Behörighetslagen är en historisk svensk lag från 1923 som tillförsäkrade kvinnor rätt till alla offentliga och statliga tjänster. Lagen gjorde dock vissa undantag, som militära befattningar och prästämbeten. Lagen från 1923 trädde i kraft år 1925 och avskaffades år 1945. 

## Historik
Bakgrunden till lagen var en stigande efterfrågan på kvinnor i statlig tjänst och problemen som följde på specialreglerna kring dem. Sedan statliga tjänster började öppnas för kvinnor från 1800-talets mitt hade antalet kvinnliga tjänstemän stigit: 1870 fanns 5000 kvinnliga tjänstemän, och 1890 15000, av vilka nio av tio var anställda inom statlig verksamhet, ofta inom Posten, Telegrafen och olika lärartjänster och som bokhållare, skrivare och biträden vid Järnvägen, Postsparbanken och Riksbanken. Samtidigt uteslöts de som läkare och högre lärartjänster vid statliga institutioner då dessa var förbehållna män. 
Lärartjänster var det vanligaste yrket för en akademiskt utbildad kvinna, men kvinnliga lärare diskriminerades eftersom de inte kunde få statliga tjänster: lärartjänster var öppna eftersom de låg under domkapitlen och inte var fullmaktstjänster från kungen, men adjunkttjänsterna var reserverade för män, och kvinnor kunde endast få ämneslärartjänster vid läroverken. 1903 inlämnades en petition till regeringen initierad av Anna Ahlström med kravet att jämställa manliga och kvinnliga lärare vad gällde kompetenskrav, lön och pension. När denna inte fick framgång bildade Ahlström 1904 Akademiskt Bildade Kvinnors Förening (ABKF). 1905 kom den nya läroverksstadgan som gjorde adjunkts- och lektorstjänsterna till fullmaktstjänster och även gjorde det omöjligt för gifta kvinnor att vara ämneslärare. 
Statliga reformer infördes yrke för yrke. 1918 öppnade staten tjänsten som adjunkt och lektor vid statliga läroverk för kvinnor. Men sådana enskilda reformer var opraktiska i jämförelse med en allmän lag, som en gång för alla kunde göra samtliga yrken tillgängliga för kvinnor direkt.       

### Grundlagens §28
Ett av de största problemen för kvinnor att få utöva statliga ämbeten under denna tid var att lagen formulerade en sökande till sådana anställningar som "svensk man". 1909 lyckades ABKF 1909 få bort paragrafen, vilket gav kvinnor tillgång till en rad statliga fullmaktstjänster. Reformen var dock alltför oklart formulerad, men alltför stort utrymme för diskriminering vid tillsättande av högre tjänster.

## Behörighetslagen
Klagomålen på otillräckligheten med reformen av Grundlagens §28 ledde till att Justitidepartementet år 1919 formade en kommitté för att utreda och avlägsna detta hinder ur lagen genom en grundlagsändring. Kommitténs ordförande blev Emilia Broomé, den första statliga kommittén med en kvinna som ordförande. Bland kommittéledamöterna fanns också Mathilda Staël von Holstein. 
Efter tre betänkanden från kommittén och skrivelser från bland andra ABKF, antogs en proposition. Den likställde kvinnor och män vad gäller behörighet att inneha statstjänst, men några undantag. 
Kommitténs arbete resulterade i Behörighetslagen 1923. Lagen gav kvinnor tillträde till samtliga statliga tjänster med undantag av präst- och militärtjänster. Reformen hade effekt: mellan 1910 och 1930 fördubblades de kvinnliga tjänstemännens antal i offentlig sektor, från 30.000 till 60.000, och fyrdubblades inom privat sektor, från 10.000 till 40.000. 
Kvinnor fick inte rätt att bli präster i Svenska kyrkan förrän 1958 (en ”samvetsklausul” gjorde dock att biskopar inte kunde tvingas prästviga kvinnor – avskaffades 1982). Från 1980 öppnades progressivt de olika militära befattningarna i Sverige även för kvinnor, men fram till 1989 fick de inte delta i stridande förband. De två sista yrken som öppnades för kvinnor var ubåtstjänst och stridspilot 1989.